# Demars
A demars (a francia démarche: lépés, eljárás, akció szóból) a diplomáciai életben a diplomata valamilyen hivatalos lépését, eljárását jelenti a fogadó ország kormányánál.

## Tárgya
Tárgya a legkülönbözőbb üzenet, állásfoglalás lehet, amit az egyik állam diplomáciai úton a másik állam tudomására kíván hozni. A gyakorlatban leginkább a figyelmeztetést, kifogásolást, óvást, tiltakozást szokták így nevezni.  

## Formái
Formája szerint lehet írásbeli vagy szóbeli. Gyakran szóbeli jegyzék (ami a neve ellenére írásos dokumentum) átadásával jár együtt. Az átadó személye szerint a leggyakoribb a nagyköveti szintű demars, de sor kerülhet erre beosztott diplomata szintjén, vagy külön erre a célra kiutazó képviselő, utazó nagykövet révén is.
Amennyiben több államnak van közös vagy hasonló vitás ügye egy másik állammal, sor kerülhet együttes vagy kollektív demarsra is részükről a fogadó állam kormányánál.